# Baabe
Baabe is een gemeente in de Duitse deelstaat Mecklenburg-Voor-Pommeren. De gemeente maakt deel uit van het Landkreis Vorpommern-Rügen.
Baabe telt 954 inwoners.

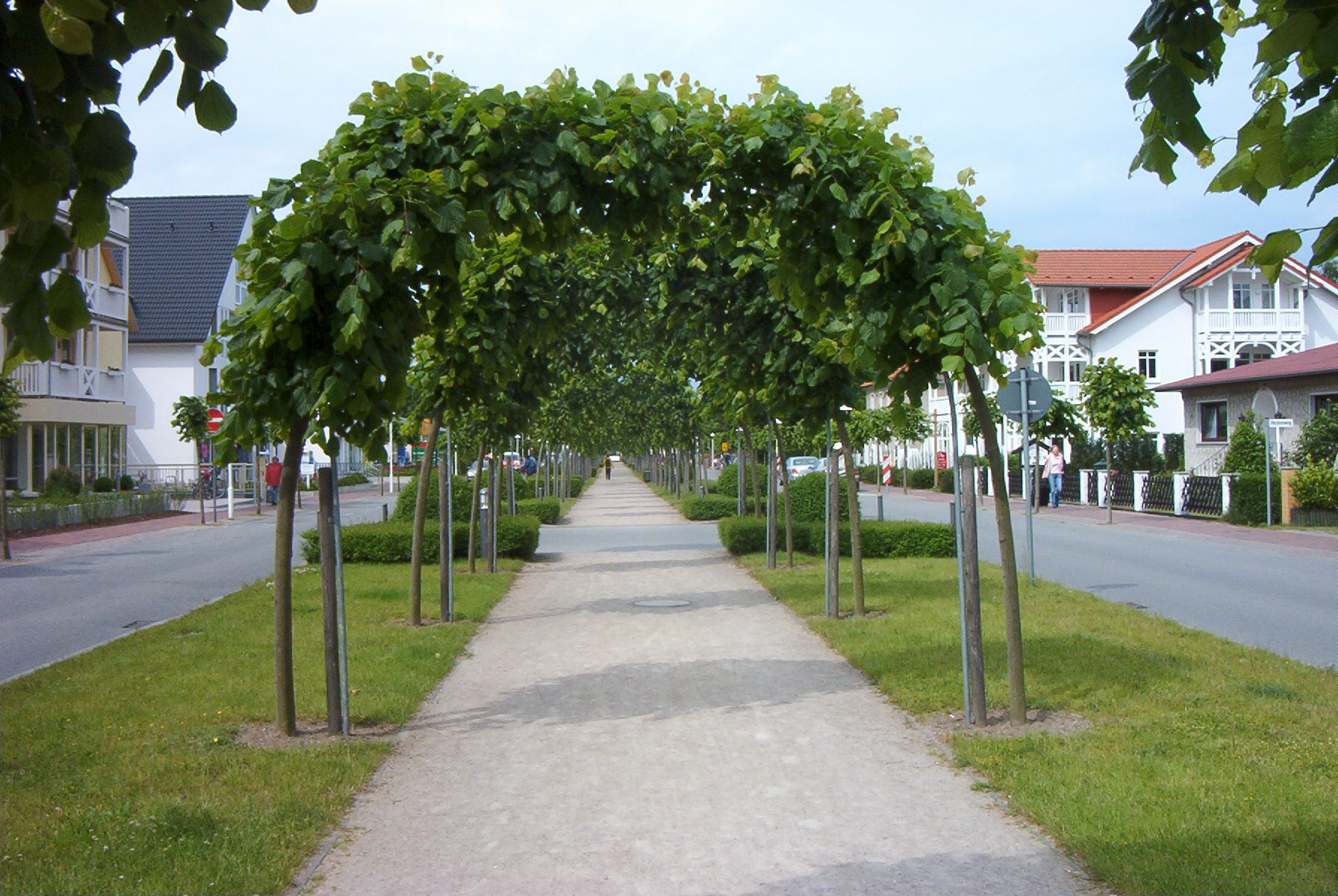
De hoofdstraat van Baabe

Baabe is een dorpje aan de Oostzee en ligt in het oosten van het eiland Rügen, op het schiereiland Mönchgut. Het is een badplaats en een erkend kuuroord. Ten noorden grenst het aan Sellin en ten zuiden aan Göhren; door het dorp rijdt om de twee uur de stoomtrein Rasender Roland, die tevens op aanvraag een extra halte in het gehucht Philippshagen heeft.
Ten westen van Baabe ligt het natuurgebied Baaber Heide, dat populair is onder wandelaars en nordic walkers: dit is een heide met naaldbomen, die in Göhren overgaat. Over de weg tussen Baabe en Sellin staat een monumentale toegangspoort, das Mönchgut-Tor. Men heeft van hieruit uitzicht over het meer Selliner See.
In 1913 werd in Baabe met het uitbouwen van een kuuroord begonnen; tijdens de Tweede Wereldoorlog deed de plaats dienst als toevluchtsoord in het kader van de Kinderlandschickung.
In 1952 werd in Baabe met de Aktion Rose begonnen, die inhield dat hotels en restaurants in privébezit door de staat werden overgenomen, dit in overeenstemming met de communistische DDR-ideologie. In werkelijkheid was de actie evenwel hoofdzakelijk bedoeld om beschikbare kazerneringsruimten voor de Nationale Volksarmee te scheppen, met het oog op een versteviging van de militaire Oostzeecontrole.
De pittoreske omgeving, met huisjes met rieten daken, maakt Baabe tot een geliefd vakantieoord tijdens het toeristenseizoen.
Ahrenshagen-Daskow ·
Ahrenshoop ·
Altefähr ·
Altenkirchen ·
Altenpleen ·
Baabe ·
Bad Sülze ·
Barth ·
Bergen auf Rügen ·
Binz ·
Born auf dem Darß ·
Breege ·
Buschvitz ·
Dettmannsdorf ·
Deyelsdorf ·
Dierhagen ·
Divitz-Spoldershagen ·
Dranske ·
Drechow ·
Dreschvitz ·
Eixen ·
Elmenhorst ·
Franzburg ·
Fuhlendorf ·
Garz/Rügen ·
Gingst ·
Glewitz ·
Glowe ·
Grammendorf ·
Gransebieth ·
Gremersdorf-Buchholz ·
Grimmen ·
Groß Kordshagen ·
Groß Mohrdorf ·
Gustow ·
Göhren ·
Insel Hiddensee ·
Hugoldsdorf ·
Jakobsdorf ·
Karnin ·
Kenz-Küstrow ·
Klausdorf ·
Kluis ·
Kramerhof ·
Kummerow ·
Lancken-Granitz ·
Lietzow ·
Lindholz ·
Lohme ·
Löbnitz ·
Lüdershagen ·
Lüssow ·
Marlow ·
Millienhagen-Oebelitz ·
Mönchgut ·
Neu Bartelshagen ·
Neuenkirchen ·
Niepars ·
Pantelitz ·
Papenhagen ·
Parchtitz ·
Patzig ·
Poseritz ·
Preetz ·
Prerow ·
Prohn ·
Pruchten ·
Putbus ·
Putgarten ·
Ralswiek ·
Rambin ·
Rappin ·
Ribnitz-Damgarten ·
Richtenberg ·
Saal ·
Sagard ·
Samtens ·
Sassnitz ·
Schaprode ·
Schlemmin ·
Sehlen ·
Sellin ·
Semlow ·
Splietsdorf ·
Steinhagen ·
Stralsund ·
Sundhagen ·
Süderholz ·
Trent ·
Tribsees ·
Trinwillershagen ·
Ummanz ·
Velgast ·
Weitenhagen ·
Wendisch Baggendorf ·
Wendorf ·
Wieck auf dem Darß ·
Wiek ·
Wittenhagen ·
Wustrow ·
Zarrendorf ·
Zingst ·
Zirkow